# Albert van Overbeke
Albert van Overbeke CICM (* 16. März 1915 in Oostrozebeke; † 16. Juni 1987) war ein belgischer Ordensgeistlicher und römisch-katholischer Bischof von Bayombong.

## Leben
Albert van Overbeke trat der Ordensgemeinschaft der Scheut-Missionare bei und empfing am 4. August 1940 das Sakrament der Priesterweihe.
Papst Paul VI. ernannte ihn am 18. November 1966 zum ersten Prälaten der wenige Tage zuvor errichteten Territorialprälatur Bayombong. Am 10. September 1969 erhob ihn der Papst in den Rang eines Bischofs und ernannte ihn zum  Titularbischof von Caliabria. Die Bischofsweihe spendete ihm der Apostolische Nuntius auf den Philippinen, Erzbischof Carmine Rocco, am 30. November desselben Jahres; Mitkonsekratoren waren Juan Callanta Sison, Erzbischof von Nueva Segovia, und William Brasseur CICM, Apostolischer Vikar der philippinischen Gebirgsprovinzen.
Am 18. Februar 1978 verzichtete er aufgrund der geänderten Vergaberichtlinien auf seinen Titularsitz. Mit der Erhebung der Territorialprälatur zum Bistum Bayombong am 15. November 1982 wurde er dessen erster Diözesanbischof.
Papst Johannes Paul II. nahm am 15. September 1986 seinen gesundheitsbedingten Rücktritt an.